# Yuliia Osmak
Yuliia Vladyslavivna Osmak ( ucraniana : Юлія Владиславівна Осьмак ) nascida em 6 de março de 1998,  é uma enxadrista ucraniana que detém o título de Grande Mestre Feminina (WGM, 2016) e Mestre Internacional (IM, 2017).  Yuliia fez parte da equipe vencedora da Olimpíada de Xadrez Feminino de 2022.  

## Carreira
Osmak venceu o Campeonato Ucraniano de Xadrez Feminino várias vezes em diferentes categorias de idade: Sub-10 (2006, 2008), Sub-12 (2010), Sub-16 (2013), Sub-20 (2012, 2013). Em 2010, ela venceu o Campeonato Mundial Juvenil de Xadrez na faixa etária feminina Sub-12.
Em agosto de 2021, Osmak conquistou o 2º lugar no Campeonato Europeu Individual Feminino de Xadrez.
Osmak participou duas vezes das Olimpíadas de Xadrez Feminino ( 2018, 2022) conquistando o ouro em 2022 e prata em 2018.